# Samoëns
Samoëns è un comune francese di 2 282 abitanti situato nel dipartimento dell'Alta Savoia della regione Alvernia-Rodano-Alpi.
Diede i natali al cardinale Giacinto Sigismondo Gerdil, ed è una rinomata località sciistica.

## Amministrazione

### Gemellaggi
- Fordongianus, dal 2009

## Società

### Evoluzione demografica
Abitanti censiti